# What Kind of Man
What Kind of Man – piosenka i pierwszy singel Florence + The Machine promujący trzeci album tej brytyjskiej grupy, pt. How Big, How Blue, How Beautiful. Promocja radiowa w Polsce rozpoczęła się 23 lutego 2015 i wznowiono ją 2 marca 2015.

## Notowania

### Świat[2]
- Australia: 16
- Austria: 52
- Belgia: 50 (Flandria)
- Francja: 74
- Hiszpania: 44
- Nowa Zelandia: 34
- Polska: 8
- Szwajcaria:42

### Polska
- Turbo Top / AntyRadio: 2[3]
- Lista Przebojów Trójki: 3[4]
- Aferzasta / Radio Afera: 5[5]
- Lista Przebojów / Radio Merkury: 11[6]